# CZ 122 Sport
CZ 122 Sport je pistole v ráži .22 LR a je určená především pro střelbu do terče. Tento model měl na rozdíl od CZ 122 mikrometricky seřiditelná mířidla a vyráběl se ve dvou verzích záchytu zásobníku. Zásobník se tak nacházel buď na levé straně rámu, nebo na spodní části rukojeti. CZ 122 Sport je také první zbraň určená pro sportovní střelbu, kterou Česká zbrojovka vyráběla po vzniku samostatné České republiky.